# Jamel Chelly
Pour les articles homonymes, voir Chelly.
Jamel Chelly, né en 1957 à Ouled Bou Ali dans l'archipel des Kerkennah, est un médecin, généticien, chercheur et professeur universitaire à la faculté de médecine Paris-Descartes en France.
Il est également le fondateur et directeur du laboratoire de génétique et de physiologie du retard mental à l'hôpital Cochin de Paris, mieux connu sous le nom de Laboratoire de recherche sur les maladies neurodéveloppementales.

## Biographie

### Enfance et jeunesse (1963-1985)
Issu d'une famille modeste, Jamel Chelly commence son cursus de l'enseignement de base en 1963, à l'école d'Ouled Bou Ali. En 1969, il poursuit ses études au collège de Remla puis au lycée des garçons de Sfax, de 1972 à 1976.
Après avoir obtenu son baccalauréat, impressionné par la gratuité et la qualité de la faculté de médecine de Sfax, il choisit d'y commencer ses études de médecine en 1976. Pas intéressé par la pratique privée et inspiré par le magazine Science et Vie, il opte pour une carrière hospitalo-universitaire. Jamel Chelly finit par obtenir son doctorat d'État en médecine en 1983 après avoir soutenu sa thèse de doctorat évoquant le sujet des méningites néo-natales purulentes, sous la direction d'Ali Triki. Il réussit son concours de résidanat la même année et devient résident en biologie. Tout au long de ses années de résidanat, il est intéressé par la génétique humaine. C'est pourquoi, il obtient l'accord de la faculté de Sfax pour poursuivre sa formation en France, auprès de Jérôme Lejeune, Axel Kahn et Jean-Claude Kaplan, dans les hôpitaux Necker et Cochin.

### Études en France (1985-1987)
Installé en France, il poursuit ses études de spécialité en biologie tout en s'inscrivant à la classe de doctorat ès sciences en génétique humaine à l'université Paris-Descartes. En 1987, il obtient son diplôme de spécialiste en biologie à la faculté de médecine de Sfax et son doctorat en génétique humaine à l'université Paris-Descartes. Il a aussi l'honneur de publier une série d'articles scientifiques dans la prestigieuse revue Nature.
La même année, il retourne en Tunisie pour assister aux épreuves de l'assistanat. Toutefois, il ne passe pas cette épreuve, vu que son dossier de candidature ne compte pas un certificat de validation de stage, et il ne peut espérer obtenir le poste d'assistant hospitalo-universitaire en biologie à la faculté de médecine de Sfax.

### Carrière scientifique (depuis 1987)
Revenu à Paris vers la fin de 1987, et au vu de son engagement en matière de recherche scientifique, Axel Kahn lui propose de passer l'épreuve du concours de chercheur du Centre national de la recherche scientifique (CNRS). Chelly est lauréat du concours de la 28e commission du CNRS,. Grâce à ses différents travaux, il obtient une place dans un stage postdoctoral en génétique moléculaire auprès de la fondation anglaise de recherche sur le cancer au sein du Weatherall Institute of Molecular Medicine d'Oxford (Royaume-Uni) en 1991. Il quitte donc la France pour effectuer ce stage.
Sous la direction d'Anthony P. Monaco (en), Jamel Chelly contribue à la découverte de certains gènes responsables de maladies pathologiques héréditaires et à la réalisation de certains projets de clonage partiel. À ce titre, il obtient, avec mérite, le prix Carré-Bessault de l'Académie française des sciences et la médaille de bronze du CNRS en 1992.
De retour à Paris en 1994, il parvient au poste de directeur de recherche au sein du CNRS. En 1995, il fonde, avec l'autorisation officielle du professeur Kahn, le laboratoire de recherche sur les maladies neurodéveloppementales au sein de l'hôpital Cochin pour initier ses recherches sur la génétique et la physiopathologie du retard mental. Trois années plus tard, deux articles importants, qui rapportent l'implication de deux nouveaux gènes dans des formes différentes de retard mental, sont publiés respectivement dans Nature et Cell et sont à l'origine d'une reconnaissance du domaine de la génétique du retard mental. Cette avancée historique lui valent l'obtention du FRM Medical and Science Research Award et du Prix Liliane-Bettencourt pour les sciences du vivant,.
Par la suite, il est un membre fondateur du consortium européen XLMR qui s'intéresse aux anomalies génétiques liés à X et qui engendrent le retard mental. La progression de ses recherches lui permettent d'obtenir le Grand Prix de la santé de la Fondation EDF et la prestigieuse médaille d'argent du CNRS en 2002, ainsi que l'accession au poste de professeur hospitalo-universitaire au sein de la faculté de médecine Paris Descartes en septembre 2003.
Il obtient ensuite le poste de responsable de la Banque des cellules Cochin APHP. En 2010, il reçoit le Prix Recherche INSERM du Collège de France et, en 2014, le Grand Prix scientifique NRJ,.

### Vie privée
Jamel Chelly a une fille née à Paris et qui est médecin, spécialiste en biologie, diplômée de l'université Paris-Descartes.

## Publications et recherche scientifique

### Domaine d'intérêt
Le programme de recherche de Jamel Chelly et de ses équipes s'appuie surtout sur l'étude des désordres neurodéveloppementales à origine purement héréditaire. Son approche combine à la fois les études scientifiques visant à reconnaître les facteurs génétiques de la déficience mentale et l'analyse des apports biologiques qui constituent l'environnement du développement du muscle et de l'encéphale du sujet atteint ou sain.

### Techniques utilisées
Chelly utilise dans ses recherches le développement in vitro des cellules animales atteintes, l'analyse des génomes tout en utilisant les technologies next-generation sequencing, à savoir la réaction en chaîne par polymérase, ainsi que quelques analyses biologiques habituelles.

### Publications notables
- (en) Jamel Chelly, Jean-Claude Kaplan, Pascal Maire, Sophie Gautron et Axel Kahn, « Transcription of the dystrophin gene in human muscle and non-muscle tissues », Nature, no 333,‎ juin 1988, p. 858-860 (ISSN 0028-0836, DOI 10.1038/333858a0).
- (en) Jamel Chelly, Jean-Paul Concordet, Jean-Claude Kaplan et Axel Kahn, « Illegitimate transcription: transcription of any gene in any cell type », Proceedings of the National Academy of Sciences, vol. 86, no 8,‎ avril 1989, p. 2617-2621 (ISSN 0027-8424, DOI 10.1073/pnas.86.8.2617).
- (en) Jamel Chelly, Zeynep Tümer, Tønne Tønnesen, Anne Petterson, Yumiko Ishikawa-Brush, Niels Tommeru, Nina Horn et Anthony P. Monaco (en), « Isolation of a candidate gene for Menkes disease that encodes a potential heavy metal binding protein », Nature Genetics, vol. 3, no 1,‎ janvier 1993, p. 14-19 (ISSN 1061-4036, DOI 10.1038/ng0193-14).